# Йосефо Веревоу
Йосефо Веревоу (англ. Iosefo Verevou, нар. 5 січня 1996) — фіджійський футболіст, нападник клубу «Рева» та збірної Фіджі.

## Клубна кар'єра
У дорослому футболі дебютував 2011 року виступами за команду «Рева», кольори якої захищає й донині.

## Виступи за збірні
З 2015 року залучався до складу молодіжної збірної Фіджі, у складі якої зіграв історичному першому для фіджійців на молодіжному чемпіонаті світу 2015 року, де забив 2 голи і допоміг команді здобути першу перемогу. Всього на молодіжному рівні зіграв у 3 офіційних матчах, забив 2 голи.
2016 року захищав кольори олімпійської збірної Фіджі на Олімпійських іграх 2016 року у Ріо-де-Жанейро.
7 листопада 2015 року дебютував в офіційних іграх у складі національної збірної Фіджі в товариському матчі проти збірної Вануату. 
У складі збірної був учасником кубка націй ОФК 2016 року у Папуа Новій Гвінеї, де фіджійці не змогли вийти з групи.
Наразі провів у формі головної команди країни 5 матчів.